# The Complete Studio Recordings (альбом Led Zeppelin)
Complete Studio Recordings — десятидисковий бокс-сет британського рок-гурту Led Zeppelin, який видано 23 вересня 1993 року під лейблом Atlantic Records. Включає всі дев'ять оригінальних альбомів Led Zeppelin, переведених у цифровий формат, та треки, які раніше не видавалися. Загалом Complete Studio Recordings містить всі композиції, які було видано на попередніх бокс-сетах. Всі альбоми розміщено у хронологічному порядку, за винятком Presence, який знаходиться між Houses of the Holy та Physical Graffiti. Останній альбом хотіли розмістити у дводисковому конверті, але розбили на дві частини.
Також збірка супроводжується коментарями рок-журналіста Кемерона Кроу та фотографіями гурту.

## Список композицій

### Диск 1: Led Zeppelin
1. «Good Times, Bad Times» (Джон Бонам, Джон Пол Джонс, Джиммі Пейдж) — 2:46
2. «Babe I'm Gonna Leave You» (Енн Бердон) — 6:41
3. «You Shook Me» (Віллі Діксон, Дж. Б. Ленор) — 6:28
4. «Dazed and Confused» (Джейк Холмс, Пейдж) — 6:26
5. «Your Time Is Gonna Come» (Джонс, Пейдж) — 4:14
6. «Black Mountain Side» (Берт Джанш, Пейдж) — 2:05
7. «Communication Breakdown» (Бонам, Джонс, Пейдж) — 2:27
8. «I Can't Quit You Baby» (Діксон) — 4:42
9. «How Many More Times» (Хоулайн Вулф, Бонам, Джонс, Пейдж) — 8:28

### Диск 2: Led Zeppelin II
1. «Whole Lotta Love» (Джон Бонам, Віллі Діксон, Джон Пол Джонс, Джиммі Пейдж, Роберт Плант) — 5:34
2. «What Is and What Should Never Be» (Пейдж, Плант) — 4:44
3. «The Lemon Song» (Бонам, Джонс, Пейдж, Плант) — 6:19
4. «Thank You» (Пейдж, Плант) — 4:47
5. «Heartbreaker» (Бонам, Джонс, Пейдж, Плант) — 4:14
6. «Living Loving Maid» (She’s Just a Woman) (Пейдж, Плант) — 2:39
7. «Ramble On» (Пейдж, Плант) — 4:23
8. «Moby Dick» (Бонам, Джонс, Пейдж) — 4:21
9. «Bring It On Home» (Діксон, Пейдж, Плант) — 4:20

### Диск 3: Led Zeppelin III
1. «Immigrant Song» (Джиммі Пейдж, Роберт Плант) — 2:23
2. «Friends» (Пейдж, Плант) — 3:54
3. «Celebration Day» (Пейдж, Плант, Джон Пол Джонс) — 3:28
4. «Since I’ve Been Loving You» (Пейдж, Плант, Джонс) — 7:24
5. «Out On the Tiles» (Пейдж, Плант, Джон Бонам) — 4:05
6. «Gallows Pole» (народна, в аранжировці Пейджа і Планта) — 4:56
7. «Tangerine» (Пейдж) — 2:57
8. «That’s the Way» (Пейдж, Плант) — 5:37
9. «Bron-Y-Aur Stomp» (Пейдж, Плант, Джонс) — 4:16
10. «Hats Off to (Roy) Harper» (народна) — 3:42

### Диск 4:  Led Zeppelin IV
1. «Black Dog» (Джиммі Пейдж, Роберт Плант, Джон Пол Джонс) — 4:57
2. «Rock and Roll» (Пейдж, Плант, Джонс Джон Бонам) — 3:40
3. «The Battle of Evermore» (Пейдж, Плант) — 5:52
4. «Stairway to Heaven» (Пейдж, Плант) — 8:03
5. «Misty Mountain Hop» (Пейдж, Плант, Джонс) — 4:38
6. «Four Sticks» (Пейдж, Плант) — 4:45
7. «Going to California» (Пейдж, Плант) — 3:31
8. «When the Levee Breaks» (Пейдж, Плант, Джонс, Бонам, Мемфіс Мінні) — 7:07

### Диск 5: Houses of the Holy
1. «The Song Remains the Same» (Джиммі Пейдж, Роберт Плант) — 5:32
2. «The Rain Song» (Пейдж, Плант) — 7:39
3. «Over the Hills and Far Away» (Пейдж, Плант) — 4:50
4. «The Crunge» (Пейдж, Плант, Джон Пол Джонс, Джон Бонам) — 3:17
5. «Dancing Days» (Пейдж, Плант) — 3:43
6. «D'yer Mak'er» (Пейдж, Плант, Джонс, Бонам) — 4:23
7. «No Quarter» (Пейдж, Плант, Джонс) — 7:00
8. «The Ocean» (Пейдж, Плант, Джонс, Бонам) — 4:31

### Диск 6: Presence
1. «Achilles Last Stand» (Джиммі Пейдж, Роберт Плант)— 10:25
2. «For Your Life» (Пейдж, Плант) — 6:20
3. «Royal Orleans» (Пейдж, Плант, Джон Пол Джонс, Джон Бонам) — 2:58
4. «Nobody's Fault But Mine» (Пейдж, Плант) — 6:27
5. «Candy Store Rock» (Пейдж, Плант) — 4:07
6. «Hots on for Nowhere» (Пейдж, Плант) — 4:43
7. «Tea for One» (Пейдж, Плант) — 9:27

### Диск 7: Physical Graffiti 1 з 2
1. «Custard Pie» (Джиммі Пейдж, Роберт Плант) — 4:13
2. «The Rover» (Пейдж, Плант) — 5:37
3. «In My Time of Dying» (Пейдж, Плант, Джон Пол Джонс, Джон Бонам) — 11:05
4. «Houses of the Holy» (Пейдж, Плант) — 4:02
5. «Trumped Under Foot» (Пейдж, Плант, Джонс) — 5:37
6. «Kashmir» (Пейдж, Плант, Бонам) — 8:32

### Диск 8: Physical Graffiti 2 з 2
1. «In the Light» (Пейдж, Плант, Джонс) — 8:46
2. «Bron-Yr-Aur» (Пейдж, Плант) — 2:06
3. «Down by the Seaside» (Пейдж, Плант) — 5:13
4. «Ten Years Gone» (Пейдж, Плант) — 6:32
5. «Night Flight» (Пейдж, Плант) — 3:36
6. «Boogie with Stu» (Пейдж, Плант, Джонс, Йєн Стюарт, Рітчі Валенс) — 4:07
7. «Black Coutry Woman» (Пейдж, Плант) — 3:53
8. «The Wanton Song» (Пейдж, Плант) — 4:24
9. «Sick Again» (Пейдж, Плант) — 4:42

### Диск 9: In Through the Out Door
1. «In the Evening» (Джиммі Пейдж, Джон Пол Джонс, Роберт Плант) — 6:49
2. «South Bound Saurez» (Джонс, Плант) — 4:12
3. «Fool in the Rain» (Джонс, Пейдж, Плант) — 6:12
4. «Hot Dog» (Пейдж, Плант) — 3:17
5. «Carouselambra» (Джонс, Пейдж, Плант) — 10:31
6. «All My Love» (Джонс, Плант) — 5:53
7. «I'm Gonna Crawl» (Джонс, Пейдж, Плант) — 5:30

### Диск 10: Coda та бонусні треки
1. «We're Gonna Groove» (Джеймс Альберт Безі, Бен І. Кінг) — 2:40
2. «Poor Tom» (Джиммі Пейдж, Роберт Плант) — 3:01
3. «I Can't Quit You Baby» (Віллі Діксон) — 4:17
4. «Walter's Walk» (Пейдж, Плант) — 4:31
5. «Ozone Baby» (Пейдж, Плант) — 3:35
6. «Darlene» (Джон Бонам, Джон Пол Джонс, Пейдж, Плант) — 5:06
7. «Bonzo's Montreux» (Бонам) — 4:17
8. «Wearing and Tearing» (Пейдж, Плант) — 5:31

Бонусні треки:
1. «Baby Come on Home» (Берт Бьорнс, Пейдж, Плант) — 4:30
2. «Traveling Riverside Blues» (Роберт Джонсон, Пейдж, Плант) — 5:11
3. «White Summer/Black Mountain Side» (Пейдж) — 8:01
4. «Hey Hey What Can I Do» (Бонам, Джонс, Пейдж, Плант) — 3:55

## Подробиці випуску
| Країна | Дата | Лейбл    | Формат      | Каталог |
|        | 1993 | Atlantic | CD бокс-сет | 82526   |